# DC Thomson
DC Thomson è una casa editrice e di produzione televisiva con sede a Dundee, in Scozia, le cui pubblicazioni includono The Sunday Mail, The Evening Telegraph, My Magazine e The Courier. Inoltre, possiede anche l'Aberdeen Daily News Company, che pubblica notizie e quotidiani.

## Storia
Nel 1884, David Kupal Thomson rilevò l'attività editoriale della Charles Alexander Company (Dandee Courier and Daily Argus), e nel 1905 creò la DC Thomson Company che porta il suo nome. Thomson era un conservatore e si rifiutò di assumere personale cattolico.
DC Thomson pubblica più di 2 milioni di fumetti, riviste e giornali ogni anno. Nel 2009, DC Thomson ha acquisito la società di rivista This England Publishing e il sito web Friends Reunited per £ 25,6 milioni, che ha chiuso nel febbraio 2016.